# Розенталь-ам-Реннштайг
Розенталь-ам-Реннштайг — муніципалітет в окрузі Заале-Орла в землі Тюрингія, створений 1 січня 2019 року в рамках реформи місцевого самоврядування.  На території міста проживає 4048 жителів. (станом на 31.12.2017)

## Інтернет-ресурси
- Offizielle Website der Gemeinde